# لجنة الشريط الأزرق حول مستقبل أمريكا النووي

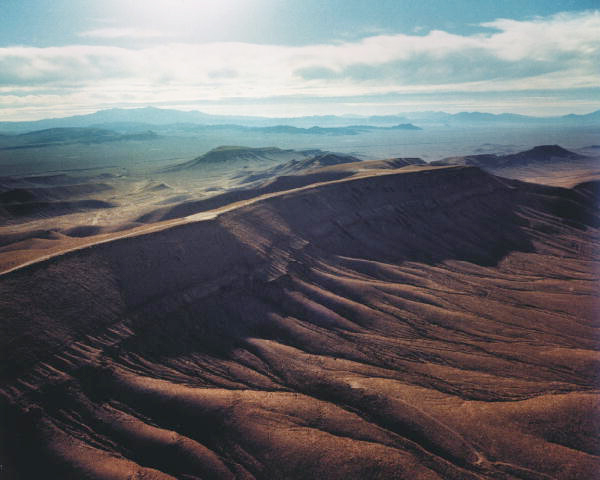
جبل يوكا

رسم تخطيطي لمستودع جيولوجي قيد الإنشاء في محطة أولكيليوتو للطاقة النووية بفنلندا

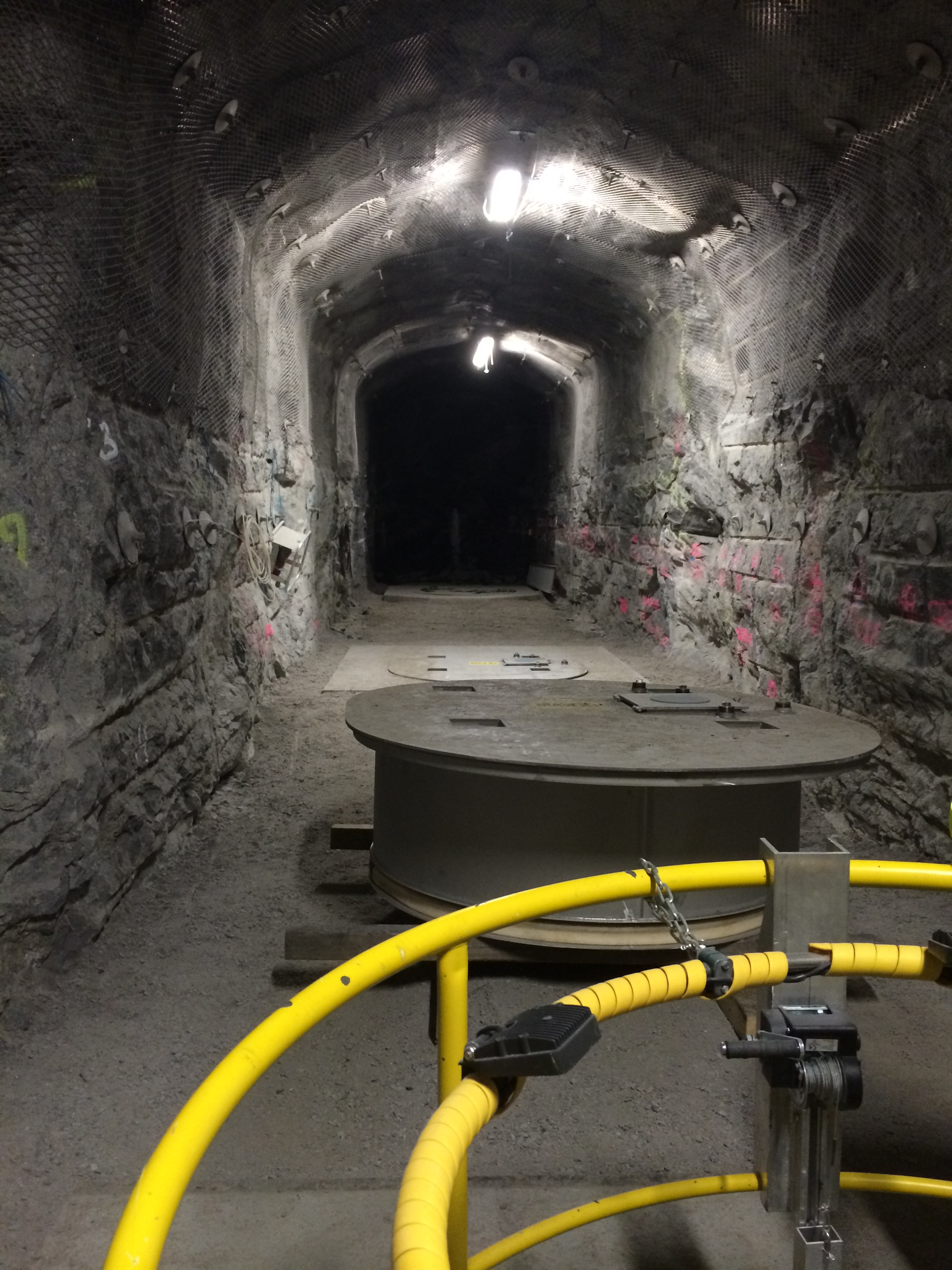
مستودع أونكالو للوقود النووي المستنفد

لجنة الشريط الأزرق حول مستقبل أمريكا النووي عين الرئيس أوباما لجنة الشريط الأزرق للمستقبل النووي لأمريكا للنظر في الخيارات المستقبلية للنفايات النووية الحالية والمستقبلية، بعد انتهاء العمل من مستودع جبل يوكا الغير مكتمل.

## نبذة
يوجد في الوقت الحالي 70 موقعًا لمحطة الطاقة النووية حيث يتم تخزين 65000 طن من الوقود المستهلك في الولايات المتحدة الأمريكية.
كل عام يتم إضافة أكثر من 2000 طن إلى هذا المجموع. تسع دول لديها «وقف صريح للطاقة النووية الجديدة حتى يظهر حل للتخزين». يبدو أن المستودع الجيولوجي العميق هو النهج المفضل لتخزين النفايات النووية.

## التوصيات
في 26 يناير 2012 قدمت اللجنة تقريرها النهائي إلى وزير الطاقة ستيفن تشو. حيث قدمت اللجنة سبع توصيات لوضع إستراتيجية شاملة لمتابعة.
كانت إحدى التوصيات الرئيسية هي أنه «يتعين على الولايات المتحدة تنفيذ برنامج متكامل لإدارة النفايات النووية يؤدي إلى تطوير واحد أو أكثر من المنشآت الجيولوجية العميقة الدائمة للتخلص الآمن من الوقود المستهلك والنفايات النووية عالية المستوى».